# ريتشارد كلارك (ملاكم)
ريتشارد كلارك (بالإنجليزية: Richard Clarke)‏ (20 أبريل 1963 بكينغستون في جامايكا - ) هو ملاكم جامايكي، صنّف ضمن فئة وزن الذبابة الممتاز ‏ ووزن الذبابة.

## إحصائيات
خاض خلال مسيرته 32 نزالا، لم يتعادل .

## روابط خارجية
- ريتشارد كلارك على موقع بوكس ريك (الإنجليزية) (registration required)